# Magellanium furviceps
Magellanium furviceps är en stekelart som beskrevs av Lubomir Masner och Lars Huggert 1989. Magellanium furviceps ingår i släktet Magellanium och familjen gallmyggesteklar. Inga underarter finns listade i Catalogue of Life.